# اچ‌ام‌اس مولگریو (۱۸۱۲)
اچ‌ام‌اس مولگریو (۱۸۱۲) (به انگلیسی: HMS Mulgrave (1812)) یک کشتی بود که طول آن ۱۷۶ فوت (۵۴ متر) بود. این کشتی در سال ۱۸۱۲ ساخته شد.